# Kelpie
Le kelpie ou « cheval ondin » est une créature métamorphe mentionnée dans plusieurs mythes et légendes issus du folklore écossais et irlandais, de type fabuleux (fairy en anglais). Possédant des caractéristiques chevalines, aquatiques et humanoïdes à la fois, les kelpies habitent voire hantent généralement les eaux courantes, comme celles des rivières, plus rarement les eaux calmes, comme celles des lochs mais dont ils sont les gardiens. Ils apparaissent souvent sous forme de cheval, mais sont en mesure d'adopter n'importe quelle forme humaine. Le Kelpie rappelle énormément les Limnades dont sa légende est probablement dérivée et il rapelle le Bäckahäst.
Les histoires au sujet des kelpie rapportent que certains d'entre eux sont réputés très dangereux par leur habitude de séduire les humains pour les pousser à les chevaucher et ensuite les noyer, voire les dévorer, mais aussi qu'il est possible de les capturer en leur passant une bride et en les éloignant durablement de l'eau. Le kelpie est le plus connu parmi un vaste légendarium de chevaux d'eau, mais aussi l'un des esprits écossais des eaux les plus fréquemment mentionnés. Son nom est parfois donné à tous les chevaux aquatiques de légende.

## Étymologie et terminologie
Le nom de kelpie semble issu de kelp, signifiant « varech ». Il porte aussi le nom de Tangi, Tang ou Nuggle dans les Orcades, tandis qu'il est nommé  Shoopiltee ou Njogel, dans les îles Shetland.
Dans Popular Tales of the West Highlands (1860), John Francis Campbell utilisait le mot kelpie pour traduire le gaélique fuath, une sorte d'esprit malveillant aquatique des Highlands montagnes malveillantes, habitant la mer, les rivières, l'eau douce ou les lacs de la mer. Toutefois, en gaélique le each uisge existe aussi et il est souvent traduit par le mot kelpie en anglais, comme dans le cas de l'histoire de Sìleas dans le film Seachd.

## Mentions
Un numéro de la Revue des deux Mondes en 1838 rapporte l'histoire d'un homme qui visite l'Écosse en compagnie des gens du pays, et s'endort après être parti de Port-Sonachan. Il est réveillé par un poney qui arrache la poche de son manteau en tentant de manger les galettes d'avoine qui s'y trouvent, au moment où il s'apprête à jeter une pierre à l'animal, l'un des rameurs qui l'accompagne l'en empêche, disant qu'il s'agit peut-être d'un kelpie, « l'esprit familier des lacs », et que cela est bon signe. L'homme lui raconte ensuite deux légendes sur le kelpie : 

« Une fois, le Kelpie, sortant d'un fourré de saules, était venu galoper au milieu d'une bande d'enfants qui jouaient au bord du lac. Le Kelpie s'était couché à leurs pieds, se laissant caresser comme un chien, hennissant de plaisir, leur présentant la croupe avec une docilité tout à fait engageante. L'un des enfants s'y était assis, puis un second, puis un troisième, puis enfin toute la bande ; car, à mesure qu'un nouveau cavalier se plaçait sur le dos du petit cheval, sa croupe s'allongeait de manière à faire place à ceux qui restaient. Un seul, plus timide ou mieux avisé que les autres, n'avait pas voulu s'y asseoir. Tout à coup le Kelpie se mit à hennir d'une manière bruyante et à caracoler, à la grande joie des enfants qui se pressaient sur son dos. Mais au même instant, prenant le galop, il s'était élancé en trois bonds du côté du lac, et il avait disparu sous les eaux avec sa proie. Une autre fois, dans la montagne, une procession traversant un petit lac gelé vit tout à coup la glace s'ouvrir sous ses pas, et deux cents personnes furent noyées. C'était encore le Kelpie qui, par passe-temps, avait brisé la glace avec sa croupe. Depuis on a appelé ce lac le lac des corps morts. »

— La Revue des deux Mondes, 1838
.

### Dans les contes populaires de la Grande-Bretagne
Un recueil de contes rédigé par Loys Brueyre et daté de 1875 raconte l'histoire d'un kelpie « coupable de nombreux méfaits », qui s'attaquait à toutes les personnes qui tombaient à sa merci au fond d'un lac. Un Highlander nommé MacGregor résolut de le soumettre, et y parvint près de Loch Slochd, en s'appropriant sa bride. Il força alors le kelpie à le suivre, malgré les protestations, les suppliques et les menaces de ce dernier. Depuis, le clan MacGregor est en possession de la bride de Kelpie, transmise de génération en génération.

### Le kelpie et Tír na nÓg
Un roi écossais daté de la fin de la période mystique raconte comment un kelpie ne parvint pas à rejoindre Tír na nÓg avec ses semblables. Il cherchait son chemin quand, dressé au-dessus de l'eau, il vit une superbe jeune femme et en tomba éperdument amoureux. Il lui fit la cour sous sa forme humaine mais la jeune femme était intelligente et consulta les devins au sujet de cet étrange courtisan. Le kelpie fut alors capturé et forcé à travailler dans le but d'apprendre la compassion. Sa leçon apprise, on lui offrit le choix, soit de repartir vers Tír na nÓg, soit de boire une potion magique qui ferait de lui un homme véritable pour toujours. Le kelpie, toujours amoureux de la jeune femme, décida de boire  la potion qui effaça instantanément les souvenirs de sa vie de kelpie et lui donna la chance de vivre avec la femme qu'il avait choisie.

### Le kelpie du Loch Garve
Une autre légende écossaise raconte l'histoire du kelpie du Loch Garve qui vivait au plus profond de l'eau avec son épouse. Il aimait retrouver son élément et son antre humide et froid caché au regard des mortels après ses voyages sur terre. Cependant, sa femme n'était pas heureuse de sentir ce froid terrible en permanence au fond du loch, et elle tremblait sans fin dans ce repaire misérable et sombre. Au début, le kelpie ne s'en préoccupa guère, mais en voyant sa femme de plus en plus malheureuse et craignant qu'elle puisse le quitter, il réfléchit longuement et se rendit à terre le lendemain avant de se transformer en superbe étalon noir, comme savent le faire la plupart des kelpies. Il se rendit au cottage d'un célèbre bâtisseur humain et vagabonda jusqu'à ce que l'homme en sorte. En voyant ce bel étalon noir debout devant lui, l'homme ignora tous les avertissements à propos des chevaux de l'eau et monta sur son dos. Aussitôt, il fut bloqué et incapable d'en descendre, le kelpie galopa à toute vitesse vers le loch avec l'homme terrifié. Il plongea dans les eaux noires et glacées, sa queue battant la surface avec un son de tonnerre. La bâtisseur prononça une prière en voyant s'approcher le fond noir du loch, mais pour une raison étrange, il ne se noya pas.
Arrivés au fond, le kelpie laissa son cavalier descendre pour lui expliquer la situation, et il promit de ne pas faire de mal au bâtisseur ni à sa famille en échange de ses services, il lui fournirait même autant de poisson qu'ils en auraient besoin jusqu'à leur mort.
Le bâtisseur accepta l'accord avec le kelpie, il construisit une grande et magnifique cheminée, plus belle qu'aucun mortel ne le verra jamais de ses yeux. La grande cheminée passait à travers les eaux sombres jusqu'à la surface, loin de la tanière des kelpies. Son ouvrage terminé, il y alluma un feu qui réchauffa doucement la maison immergée. Lorsque le kelpie vit le visage de sa femme rayonner de bonheur, il sut que l'humain s'était acquitté de sa part du travail, et de bien plus encore.
Il le prit sur son dos pour le chemin du retour à travers l'obscurité et les eaux glacées, et le ramena à sa maison comme s'il ne s'était rien passé de la nuit. En effet, le temps passe différemment dans le monde des hommes et celui des fées. Fidèle à sa parole, le kelpie n'oublia jamais le travail de l'artisan car sa famille et lui eurent toujours du poisson sur leur table et vécurent comme des rois. Quant au kelpie et à son épouse, même lorsque le loch gèle en plein hiver, il y a encore à ce jour un petit coin d'eau qui ne gèle jamais, grâce au feu qui brûle toujours joyeusement dans l'antre du kelpie et de sa femme.

## Caractéristiques

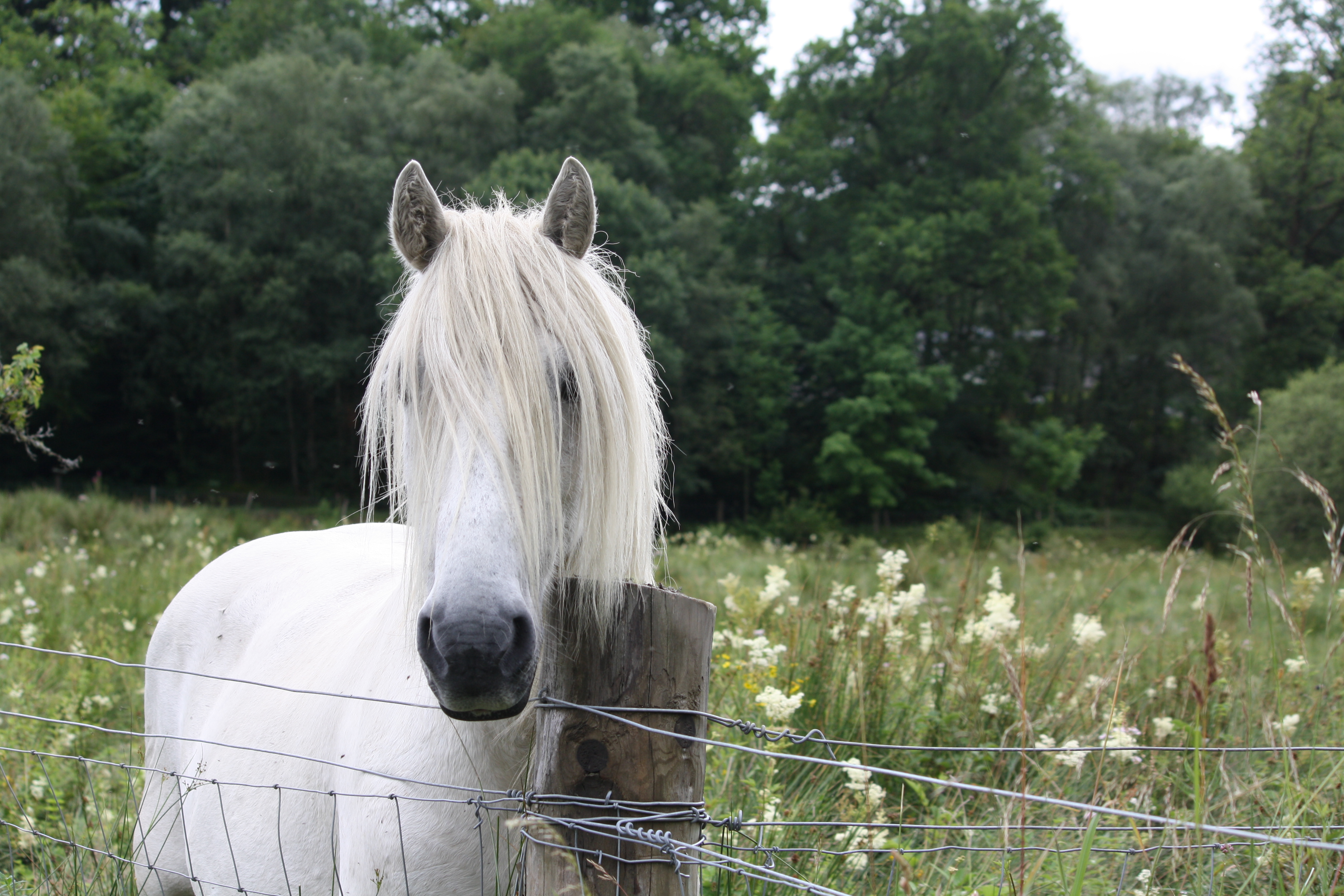
Poney écossais d'apparence blanche, qui a pu inspirer les histoires à propos du kelpie.

Ce cheval fantastique des lacs d'Écosse est aussi mentionné dans certains cantons allemands et en Islande. Le kelpie vit en troupeaux près des étendues d'eau, en particulier en Écosse et en Irlande. Comme tous les chevaux aquatiques, il possède une grande affinité avec l'élément liquide et une irrésistible beauté. Le kelpie hante les ruisseaux et les rivières d'Écosse, c'est aussi l'un des esprits aquatiques les plus connus dans ce pays. Selon certaines versions, les lochs sont le domaine d'un autre cheval très proche du kelpie nommé l'Each Uisge, mais kelpie et Each Uisge se confondent assez souvent.
Ces créatures sont métamorphes et ont un appétit insatiable pour l'être humain, bien que les kelpies semblent plus sympathiques que d'autres esprits des eaux similaires. Leur forme la plus commune est celle d'un très beau cheval noir, blanc ou gris pommelé qui semble perdu et se tient debout au bord de l'eau où il broute tranquillement. Il représente alors une tentation pour un homme fatigué par son travail ou un long trajet. Toute personne assez stupide pour monter ce cheval, par exemple un étranger qui ne serait pas au courant des traditions locales, le fait à ses risques et périls car cette monture l'emporte alors au plus profond de l'eau. L'immersion d'un kelpie produit un bruit de tonnerre et on dit qu'il avertit de l'imminence d'une tempête. Cette association entre le son de tonnerre produit par la queue de l'animal lorsqu'elle est submergée et les tempêtes semble être lié à l'ancien culte de la rivière et des divinités régissant le temps par les anciens celtes, bien que ce soit difficile à justifier.
Les kelpies peuvent aussi avoir l'apparence d'humanoïdes velus qui bondissent hors de la végétation au bord des rivières en attaquant des voyageurs. Leur emprise est vicieuse et ils écrasent n'importe qui ayant le malheur de croiser leur chemin. Ils sont censées habiter le long de cours d'eau en Écosse et seraient bannis de la rivière Ness qui fut plus tard associée au monstre du Loch Ness par Saint Columba. La rivière Conon (Conan), dans le Perthshire, traitresse par ses inondations et ses eaux dangereuses, abrite des kelpies et d'autres esprits aquatiques. Les kelpies seraient communément appelés esprits des morts en Écosse et ne sont pas considérés comme des créatures bienfaisantes.
Dans la Revue des deux Mondes, le kelpie était décrit comme un être extrêmement respectable.

### Description physique
Il existe différentes descriptions du kelpie, qui ont toutes en commun des parties humaines, équines et aquatiques. Il apparaîtrait généralement comme un très beau cheval ou poney, généralement blanc et plus rarement noir. Rien ne le distingue d'un cheval ordinaire, hormis peut-être sa crinière qui goutte constamment. Il peut aussi lui manquer une petite partie de son anatomie, comme une oreille ou une lèvre. La peau des kelpies est totalement lisse et sans aucune aspérité, comme celle d'un phoque, aussi froide que celle d'un mort au contact. Ce cheval apparaît aux hommes comme perdu, il semble très fort, très puissant et d'une beauté à couper le souffle.
D'autres descriptions sont celles d'un humain bipède de la taille d'un étalon possédant la tête, la crinière et les membres inférieurs d'un cheval, ou juste des sabots de cheval. Cependant, le kelpie peut aussi avoir une apparence complètement humaine ou complètement chevaline, parfois avec une queue de poisson et des nageoires.
Dans la culture moderne, l'apparence du kelpie change : son caractère est néanmoins plus mauvais, son apparence parait beaucoup plus effrayante et son pelage est plutôt foncé ou vif (noir, bleu, vert, entre autres) et rarement blanc.

### Mode de vie
Les kelpies fabriqueraient les coquillages que l'on retrouve sur le sable des plages, puisqu'ils sont très doués en tant que forgerons. Ils se déplacent en petits groupes de dix à vingt individus et vont d'un océan à l'autre. Arrivés dans un lieu propice pour pondre des œufs (par exemple, un lac peu fréquenté), ils y restent afin que le premier bambin naisse et qu'ils lui apprennent à se nourrir d'une grande variété d'algues marines. Quand ils le lui ont appris, les parents partent afin de trouver un autre lac (ou une baie) et continuent ainsi. Une discussion kelpienne ressemble davantage à une danse tribale qu'à une conversation orale, l'animal communique en effet avec des mouvements de tout son corps.
Selon d'autres légendes, ces chevaux se transformeraient parfois en belles jeunes femmes dans le but d'attirer les hommes dans leurs pièges. Ils attirent aisément les promeneurs imprudents au fond de l'eau et ne s'éloignent jamais du point d'eau auquel ils sont liés par magie. La narine du cheval créerait l'illusion de grandeur et le kelpie pourrait également se tenir caché en ne gardant que ses yeux au-dessus de la surface de l'eau pour scruter les alentours, comme s'il était un poisson. Il est sage de s'en tenir à distance car si un homme monte sur le dos d'un kelpie, il risque d'être noyé.

### Capture
Les kelpies peuvent être vaincus et domptés par les hommes car leur pouvoir de métamorphose réside dans leur bride et toute personne qui en revendique la possession puis la remplace par une autre devient capable de soumettre le cheval à sa volonté et de lui faire exécuter n'importe quel travail. Les kelpies charmés sont très prisées car ils ont la force d'au moins 10 chevaux, mais comme toute créature féerique captive, ils sont dangereux et très malins. Si leur bride venait à être enlevée, ils s'enfuiraient dans l'eau en prononçant une malédiction qui se réalisera à coup sûr.
L'homme peut capturer cette créature, généralement séduit par sa rareté et sa force. Le kelpie se laisse faire le plus souvent. Pour qu'il se laisse durablement apprivoiser, le seul moyen est de lui passer un licol en écorce de bouleau et lui retirer seulement lorsqu'il ne peut plus voir une étendue d'eau. Il peut ensuite être mis au travail dans les champs mais n'aime pas être réduit à l'esclavage et tentera fréquemment de s'échapper par toutes les ruses possibles et imaginables. Il ne faut pas qu'il soit en contact avec de l'eau et son maître doit absolument éviter de lui donner à boire. Séparé de son élément originel, le cheval perd tout son pouvoir maléfique mais aussi son charme, car il redevient alors un cheval ordinaire. Si un kelpie laboure un champ pour son maître, le travail accompli s'autodétruira dès que le cheval retrouvera sa liberté.
Il peut aussi servir son maître de nombreuses années avant de lui consommer la jambe gauche et l'auriculaire de la main droite.

## Origine et symbolique

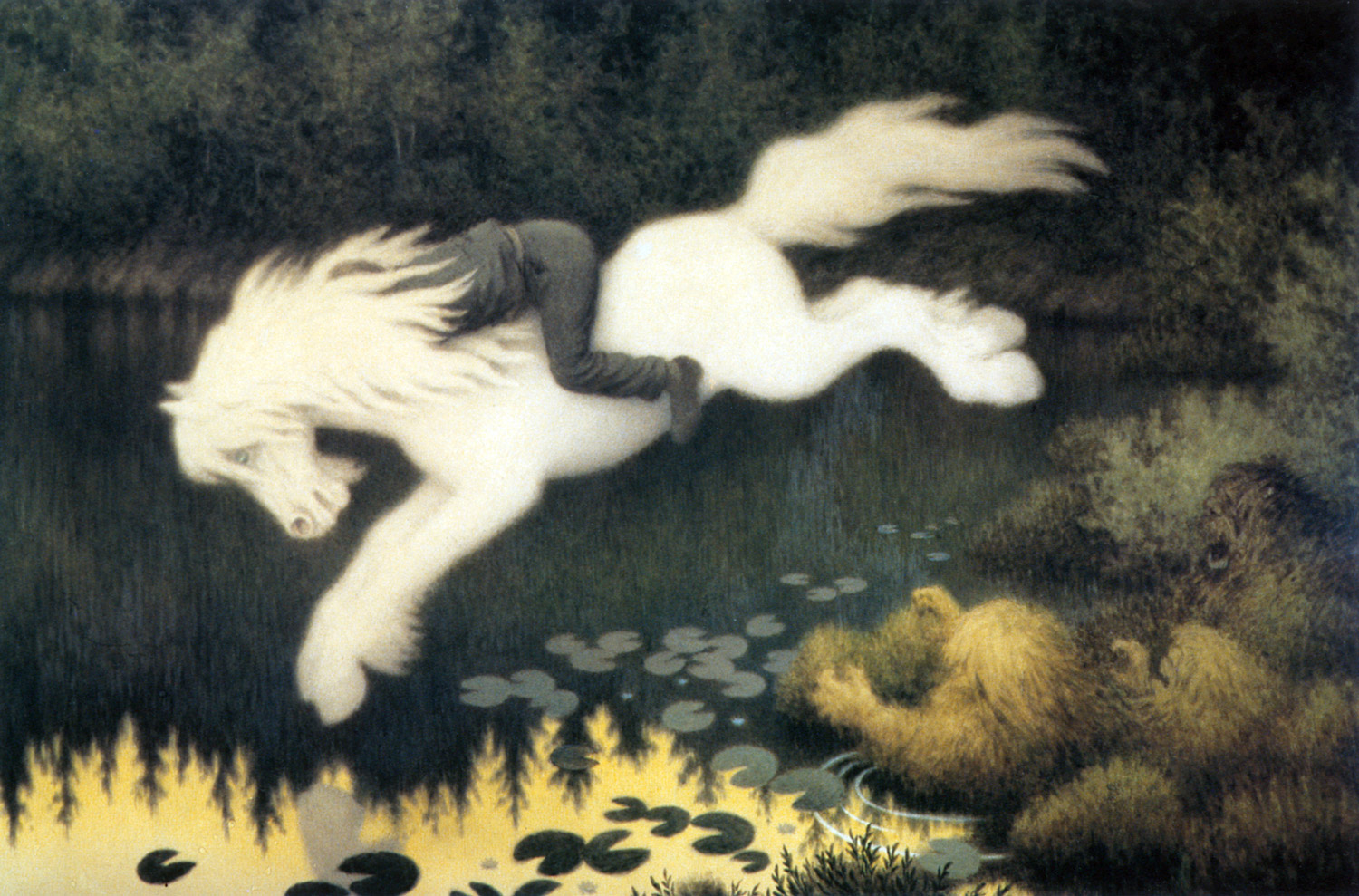
Un bäckahäst, cheval d'eau scandinave, par Theodor Kittelsen.

Tous les chevaux d'eau semblent liés à l'ancien culte de l'eau transmis dans les contes et légendes populaires, comme le sont tous les esprits de l'eau de manière générale. La large diffusion de ces contes et les similitudes entre les différents esprits des eaux accrédite cette thèse. L'eau est par nature dualiste et nos ancêtres savaient qu'elle pouvait donner la vie comme la mort, cette double nature transparait dans tous les contes et légendes mettant en scène des esprits des eaux.
Une autre origine possible serait de véritables rencontres avec des créatures aquatiques dans des logements isolés proches dans les grands lacs durant la nuit, qui auraient donné lieu à des interprétations magiques.
Le kelpie écossais est, de plus, fréquemment associé aux moulins, un peu comme les brownie le sont avec les écuries.

## Culture populaire

### Littérature
Le kelpie est un sujet populaire des romans fantastiques anglophones, William Mayne a ainsi écrit le roman Kelpie en 1987, et vingt ans plus tard, Frances Mary Hendry a écrit un livre pour enfants nommé Quest for a Kelpie.
J. K. Rowling, l'auteur de Harry Potter, mentionne également le kelpie dans le livre Les Animaux fantastiques. La préface mentionne aussi que le monstre du Loch Ness est un kelpie qui a pris goût à la célébrité.
De plus, le roman Sous le signe du Scorpion de Maggie Stiefvater aborde aussi les kelpies appelés « Capaill uisce » dans son œuvre.
Dans la saga du Sorceleur, Ciri nomme sa jument noire Kelpie.
Un kelpie apparaît dans les tomes 25 et 41 du manga Berserk.

### Le Cheval venu de la mer
Le film Le Cheval venu de la mer met en scène un kelpie. Il raconte l'histoire d'Ossie et Tito, deux jeunes frères. Un kelpie vient à eux afin d'unir leur famille déchirée depuis la mort de leur mère. Ossie le baptise Tír na nÓg et s'imagine que le kelpie représente l'âme de sa mère. Il s'agit d'un cheval ou d'une jument blanche capable de courir extrêmement vite et de sauter des longueurs et des hauteurs formidables. Fidèle à sa nature du kelpie, elle attire Ossie jusqu'à l'océan. Toutefois, Ossie est sauvé de la noyade par le fantôme de sa mère ainsi que l'amour de son frère et de son père.